# 桂春院
桂春院（けいしゅんいん）は、京都市右京区花園にある臨済宗の寺院。臨済宗妙心寺派大本山妙心寺の塔頭である。退蔵院・大心院とともに通年公開されている妙心寺塔頭の1つである。

## 歴史
慶長3年（1598年）に織田信忠（織田信長の長男）の次男・織田秀則（津田秀則）が水庵宗掬（すいあんそうきく）を開祖として見性院（けんしょういん）を創建。
秀則死後、美濃の豪族・石川貞政が寛永9年（1632年）に父の50年忌の追善供養のために桂南守仙（けいなんしゅせん）を請じて建物を整備し、父の法名「天仙守桂大禅定門」・母の法名「裳陰妙春大姉」から1文字ずつをとり桂春院と改めた。

## 建造物

### 方丈（本堂）
京都府指定有形文化財。
寛永8年（1631年）に建立された単層入母屋造・桟瓦葺の建物で、内部は狩野山楽の弟子である狩野山雪による襖絵で飾られている。このうち「金碧松三日月図」は狩野山雪の筆によるもので、かつては仏壇背後に貼り付けられていたが、襖絵へと改装された。

### 既白庵（きはくあん）
石河貞政が寛永8年（1631年）に城主を務めていた長浜城から書院ともに移築した茶室。深三畳台目、杮葺、東側を切妻造として出庇をつける。藤村庸軒流の茶室と伝えられる。
なお妙心寺では詩歌・茶道などは修行の妨げになるため厳禁だったが、建物の隅に隠れるように茶室を建て，ひそかに茶を楽しんでいた。

### その他
- 書院（京都府指定有形文化財）
- 庫裏（京都府指定有形文化財）
- 表門（京都府指定有形文化財）

## 庭園
江戸時代の作庭で、江戸時代に小堀遠州の弟子、玉淵坊により作庭された四つの庭園は、修行に入った人が悟りを開くまでを表しており、国の名勝・史跡に指定されている。
清浄の庭
方丈北側の枯山水の壺庭で、片隅には紀州の巨岩・奇石が直立した枯滝が配されている。石組みの滝の響き、白砂の渓流の音の表現を眺めて身を清める庭。
侘（わび）の庭
書院から既白庵へと通じる露地庭で、梅軒門と猿戸によって内露地と外露地に分けられ，苔に覆われた蹲踞が隠れるように置かれている。巧みに作られた静寂の侘びの空間で心を整える庭。
思惟（しい）の庭
方丈の東側に広がる庭で、梅軒門より飛石が延び，露地風の趣きある庭園である。方丈の東側の左右の築山に、点在する石を十六羅漢石、中央の礎石を坐禅石にみたてて、さながら深山幽谷、仙境の地の中で坐禅を組み思いに耽る様を表している。
真如（しんにょ）の庭
方丈南側の庭園で、生いしげる楓の樹木を背景に、サツキ・霧島ツツジ・馬酔木などがバランスよく植えられている。地面一面に杉苔の美しい中、小さな庭石をさりげなく七・五・三風に配置して十五夜の満月（悟り）を表現している。

## 文化財
- 無明慧性墨蹟（重要文化財）
- 法雲閑極墨蹟
- 古林清茂墨蹟
- 大燈国師墨蹟
- 高麗高木井戸茶碗
- 安南絞手水指
- 千利休茶杓
- 千宗旦茶杓

## 所在地・アクセス
- 京都市右京区花園寺の中町11番地
- JR嵯峨野線「花園駅」下車、徒歩
- 京都駅・京都バスターミナルより京都市バス「妙心寺北門前」(約40分)下車、徒歩
- 京福電鉄北野線「妙心寺駅」下車、徒歩